# Elisabeth Eberl
Elisabeth Eberl (Graz, 25 de marzo de 1988) es una ex atleta austriaca especializada en el lanzamiento de jabalina.

## Carrera deportiva
Comenzó su carrera deportiva en el año 2005, siendo una de sus primeras participaciones en el Festival Olímpico de la Juventud Europea que tuvo lugar en la localidad italiana de Lignano Sabbiadoro (Italia), en la que llegó a quedar sexta, con un lanzamiento de 45,78 metros. Posteriormente, en el Campeonato Mundial Juvenil de Atletismo, en Marrakech, no consiguió pasar a la final, quedando decimoquinta en la clasificación, al no superar una marca de 44,47 metros.
En 2007 viajó a los Países Bajos para competir en el Campeonato Europeo de Atletismo Sub-20. Mejoró sus marcas anteriores, hasta llegar a los 47,46 metros, cifra que no fue suficiente para entrar en la final, quedando fuera con la clasificación como la decimotercera mejor.
Destacó su participación en 2009 en tres torneos: el primero, la Copa Europea de Lanzamiento, celebrado en las Islas Canarias de España, en la que se saldó con su primera plata internacional tras lanzar la jabalina a 54,31 metros; el segundo tuvo lugar en Belgrado, en la Universiada correspondiente a ese año y en el que fue undécima con 52,31 metros de marca; el tercero y último fue el Campeonato Europeo de Atletismo Sub-23 en Kaunas (Lituania), donde mejoró sus expectativas siendo décima, con 50,62 m.
En 2011 regresaría al podio con una nueva medalla, esta vez de bronce, en la Segunda Liga del Campeonato Europeo de Atletismo por Equipos, que tuvo lugar en Novi Sad (Serbia), al lograr un lanzamiento de 52,90 metros. No mejoraría en el Campeonato Mundial de Atletismo de Daegu (Corea del Sur), donde no pasó de la ronda clasificatoria, acabando en el vigesimoquinto lugar de la general, con 56,48 metros.
En 2012 compitió en el evento de Qatar Athletics Super Grand Prix, celebrado en Doha, y que fue la primera prueba de la Liga de Diamante de ese año, siendo la undécima mejor, con 51,89 metros. Posteriormente, viajaría con la expedición austriaca al Reino Unido para participar en sus primeros (y únicos) Juegos Olímpicos. En la cita olímpica de Londres no pasaría de la ronda de clasificación, siendo la segunda peor marca de la competición, ya que solo pudo lanzar 49,66 metros, más que la última, la armenia Kristine Harutyunyan (47,65 metros).
En 2013 repetía participación en la Segunda Liga del Campeonato Europeo de Atletismo por Equipos, ahora en Kaunas (Lituania), donde se quedó a las puertas del podio -cuarta- con 53,32 metros de marca. Sí lograría escalar un peldaño y colgarse una medalla de bronce en su segunda Universiada, mejorando con 55,02 metros. Para 2014, en su tercera entrega de la Segunda Liga, en Riga (Letonia), repetiría casi idéntica jugada a la del año anterior: volvió a ser cuarta y su marca apenas mejoró 22 centésimas. Así mismo, en el Campeonato Europeo de Atletismo de Zúrich no pasó de la clasificación, siendo decimoséptima, con 54,41 metros.
Su última prueba como profesional, y su despedida del circuito, fue en Bakú en 2015, con el desarrollo de la Tercera Liga del Campeonato Europeo de Atletismo por Equipos, en el que diría adiós con buen sabor de boca, consiguiendo una medalla de plata al conseguir una última marca de 49,95 metros.
Después de persistentes problemas de rodilla, terminó su carrera en 2015. Posteriormente ha trabajado como coordinadora júnior para la Federación Austríaca de Atletismo, siendo entrenadora de otras lanzadoras como Victoria Hudson.

## Resultados por competición

### Por temporada
| Representando a Austria | Representando a Austria                                    | Representando a Austria | Representando a Austria | Representando a Austria | Representando a Austria |
| ----------------------- | ---------------------------------------------------------- | ----------------------- | ----------------------- | ----------------------- | ----------------------- |
| Año                     | Competición                                                | Lugar                   | Puesto                  | Marca (m.)              |                         |
| 2005                    | Festival Olímpico de la Juventud Europea                   | Lignano Sabbiadoro      | 6.ª                     | 45,78                   |                         |
| 2005                    | Campeonato Mundial Juvenil de Atletismo                    | Marrakech               | 15.ª (H)                | 44,47                   |                         |
| 2007                    | Campeonato Europeo de Atletismo Sub-20                     | Hengelo                 | 13.ª (H)                | 47,46                   |                         |
| 2008                    | Copa Europea de Lanzamiento                                | Split                   | 5.ª                     | 47,85                   |                         |
| 2009                    | Copa Europea de Lanzamiento                                | Los Realejos            | 2.ª                     | 54,31                   |                         |
| 2009                    | Universiada                                                | Belgrado                | 11.ª                    | 52,31                   |                         |
| 2009                    | Campeonato Europeo de Atletismo Sub-23                     | Kaunas                  | 10.ª                    | 50,52                   |                         |
| 2010                    | Copa Europea de Lanzamiento                                | Arlés                   | 5.ª                     | 52,17                   |                         |
| 2011                    | Campeonato Europeo de Atletismo por Equipos - Segunda Liga | Novi Sad                | 3.ª                     | 52,90                   |                         |
| 2011                    | Campeonato Mundial de Atletismo                            | Daegu                   | 25.ª (H)                | 56,48                   |                         |
| 2012                    | Liga de Diamante - Qatar Athletics Super Grand Prix        | Doha                    | 11.ª                    | 51,89                   |                         |
| 2012                    | Juegos Olímpicos                                           | Londres                 | 37.ª (H)                | 49,66                   |                         |
| 2013                    | Campeonato Europeo de Atletismo por Equipos - Segunda Liga | Kaunas                  | 4.ª                     | 53,32                   |                         |
| 2013                    | Universiada                                                | Kazán                   | 3.ª                     | 55,02                   |                         |
| 2014                    | Copa Europea de Lanzamiento                                | Leiría                  | 11.ª                    | 53,29                   |                         |
| 2014                    | Campeonato Europeo de Atletismo por Equipos - Segunda Liga | Riga                    | 4.ª                     | 53,54                   |                         |
| 2014                    | Campeonato Europeo de Atletismo                            | Zúrich                  | 17.ª (H)                | 54,41                   |                         |
| 2015                    | Campeonato Europeo de Atletismo por Equipos - Tercera Liga | Bakú                    | 2.ª                     | 49,45                   |                         |

### Mejores marcas
| Disciplina              | Marca    | Lugar        | Fecha                |
| ----------------------- | -------- | ------------ | -------------------- |
| Lanzamiento de jabalina | 60,07 m. | Lappeenranta | 13 de agosto de 2011 |